# Jamesia pyropina
Jamesia pyropina là một loài bọ cánh cứng trong họ Cerambycidae.